# Antonio Suárez
Antonio Suárez Vázquez (Madrid, 20 maggio 1932 – Madrid, 6 gennaio 1981) è stato un ciclista su strada spagnolo.
Professionista dal 1956 al 1965, vinse una Vuelta a España.

## Carriera
Passista-scalatore, vinse la Vuelta a España del 1959 e tre campionati spagnoli consecutivi. Partecipò sei volte al Tour de France senza ottenere risultati importanti, mentre al Giro d'Italia giunse terzo nel 1961, primo spagnolo a salire sul podio della corsa rosa.

## Palmarès
- 1956

1ª tappa Vuelta a Asturias
- 1957

16ª tappa Vuelta a España (San Sebastián > Bilbao)
7ª tappa Vuelta a Andalucía (Jerez > La Linea)
1ª tappa Vuelta a La Rioja
1ª tappa Vuelta a Levante
9ª tappa Vuelta a Levante
7ª tappa Vuelta a Asturias
- 1958

7ª tappa Vuelta a Andalucía (Jerez > La Linea)
4ª tappa Bicicleta Eibarresa
2ª tappa Circuito Montañés
- 1959

Campionati spagnoli, Prova in linea
5ª tappa Vuelta a España (Guadix > Murcia)
10ª tappa Vuelta a España (Granollers > Lerida)
Classifica generale Vuelta a España
Campionati spagnoli, Cronometro per regioni
- 1960

Campionati spagnoli, Prova in linea
14ª tappa Vuelta a España (San Sebastián > Vitoria)
1ª tappa Barcellona-Madrid
Classifica generale Barcellona-Madrid
2ª tappa Bicicleta Eibarresa
- 1961

Campionati spagnoli, Prova in linea
7ª tappa Giro d'Italia (Reggio Calabria > Cosenza)
12ª tappa Vuelta a España (Valladolid > Palencia)
6ª tappa, 2ª semitappa Barcellona-Madrid
- 1963

Gran Premio San Lorenzo
- 1964

Campionati spagnoli, Cronometro per regioni
- 1965

Campionati spagnoli, Cronometro per regioni

### Altri successi
- 1959

Classifica scalatori Vuelta a España
- 1961

Classifica a punti Vuelta a España

## Piazzamenti

### Grandi giri
- Tour de France

1957: ritirato (9ª tappa)
1958: 64º
1959: ritirato (13ª tappa)
1960: 17º
1962: ritirato (18ª tappa)
1963: 43º
- Giro d'Italia

1961: 3º
1962: 11º
1964: 16º
- Vuelta a España

1956: ritirato
1957: 21º
1958: ritirato (11ª tappa)
1959: vincitore
1960: 11º
1961: 4º
1963: 6º
1965: 30º

### Classiche
- Milano-Sanremo

1962: 32º
1964: 17º
- Parigi-Roubaix

1963: 41º
- Giro di Lombardia

1962: 23º
1963: 26º
1964: 45º

### Competizioni mondiali
- Campionati del mondo

Zandvoort 1959 - In linea: 24º
Karl-Marx-Stadt 1960 - In linea: ritirato
Berna 1961 - In linea: ritirato
Salò 1962 - In linea: 12º
Sallanches 1964 - In linea: 39º